# Кафедра низких температур МЭИ
Кафедра низких температур МЭИ (НТ МЭИ) — кафедра Института тепловой и атомной энергетики Московского энергетического института. 
На кафедре НТ МЭИ ведутся научные разработки в области создания криогенных систем, в том числе с использованием эффекта сверхпроводимости, а также при проведении физических исследований на уровне криотемператур (менее 120K).
Кафедра проводит теоретические и практические исследования в области монодисперсных потоков.
Перспективным направлением научной работы является наноэнергетика и изучение физических и химических свойств наноматериалов.
Кафедра готовит инженеров-физиков в сфере энергетики и практического применения низких температур и нанотехнологий для различных отраслей народного хозяйства.
Предыдущее название:  кафедра криогенной техники (КТ МЭИ).

## История кафедры НТ МЭИ
Научные исследования в области криогеники начались в СССР в 1930-е годы, активное развитие получили в 1940-е годы под непосредственным руководством академика П. Л. Капицы. Создание ряда промышленных предприятий, занимающихся инженерными разработками в области низких и сверхнизких температур, потребовало подготовки специалистов в соответствующих научных и прикладных областях. 
С 1950-х годов такой подготовкой занимались кафедры Тепломассообменных процессов и установок (ТМПУ)  и Промышленных теплоэнергетических и криогенных систем (ПТКС) МЭИ, вошедшие в состав факультета Промышленной теплоэнергетики (ПТЭФ). 

### 1975-1990
В 1975 году на базе ПТЭФ была создана специализированная кафедра криогенной техники МЭИ. Научные исследования кафедры возглавили профессора В. М. Бродянский, В. А. Григорьев, Д. А. Лабунцов. В 1976 году по инициативе проректора В. А. Григорьева был создан Энергофизический факультет (ЭФФ), в состав которого вошла кафедра Криогенной техники. 
Научная школа профессора В. М. Бродянского вела исследования в области применения эксергетических методов оптимизации устройств преобразования вещества и энергии.  Совершенствование теплонасосных установок осуществлялось применением многокомпонентных рабочих тел. Высокоэффективные низкотемпературные системы создавались на основе использования электрокалорического эффекта.
Интересы научной школы профессора Д. А. Лабунцова включали в себя широкий круг проблем энергетики, гидродинамики, термодинамики.  Особенностью работ, выполненных под руководством Д. А. Лабунцова был комплексный анализ теоретических и экспериментальных данных, позволяющий находить практические решения различных инженерных задач. В лабораториях кафедры были проведены исследования процессов теплообмена, методов его интенсификации и кризисов при кипении в области низких давлений. В конце 1960-х годов было начато новое научное направление - изучение неравновесных эффектов на границе раздела при фазовых переходах.
Труды научной школы В. А. Григорьева были посвящены различным вопросам физики низких температур, криогеники, проблемам энергосбережения. На кафедре был выполнен цикл теоретических и экспериментальных исследований процессов тепло- и массообмена, происходящих при фазовых превращениях криогенных жидкостей. При этом выявились новые закономерности процесса кипения таких жидкостей в большом объёме.
В 1975-1980 гг. на кафедре были созданы семь учебных лабораторий. Экспериментальные установки для исследования теплообмена в сверхтекучем гелии-II позволили провести изучение теплоотдачи к сверхтекучему гелию в широком интервале параметров. Строительство учебного криоцентра с установкой по ожижению гелия позволило существенно расширить возможности практических исследований и лабораторных занятий.

### 1990-2005
К началу 1990-х годов на кафедре выделилось новое направление научно-практических разработок: изучение возможностей получения монодисперсных гранул. Экспериментальные исследования привели к созданию технологии и оборудования для стабильного производства монодисперсных частиц.
В это же время сформировалось научное направление, связанное с использованием смесевых хладагентов в холодильных машинах и криогенных установках. Заложено теоретическое обоснование для расчетов термодинамической эффективности, теплофизических и термодинамических свойств сложных многокомпонентных рабочих тел при использовании их в парожидкостных циклах.
В 2000 году МЭИ получил статус государственного университета, и факультет ЭФФ был преобразован в Институт теплоэнергетики и технической физики (ИТТФ). Кафедра криогеники вошла в состав ИТТФ. 
В 2000 году на базе кафедры был создан Центр высоких температур МЭИ, научным руководителем которого стал Е. В. Аметистов.
Серия исследований свойств веществ привела к появлению нового научного направления, изучающего наномир и физические процессы, происходящие на наноуровне. В 2004 году был открыт набор студентов на новую специальность «Наноматериалы».

### 2005 - 2020
В 2008 году ИТТФ был преобразован в Институт тепловой и атомной энергетики (ИТАЭ). Кафедра НТ МЭИ вошла в состав ИТАЭ.
Научная группа профессора А. П. Крюкова продолжила теоретические и практические исследования явлений переноса массы, импульса, энергии, а также изучение физических явлений испарения и конденсации на основе методов механики сплошных сред, молекулярно-кинетической теории, молекулярной динамики. Проводятся расчетные и экспериментальные исследования процессов тепломассопереноса в сверхтекучем гелии в свободном объеме и в стесненных условиях.
Лаборатория под руководством доцента В. И. Могорычного выполнила ряд разработок криогенных систем специального назначения. Существенное внимание в научной работе кафедры было уделено теплофизическим процессам в криогенных системах. Выполнен ряд работ по практическому решению проблем хранения, транспортировки и выдачи жидких криогенных продуктов, в том числе сжиженного природного газа и топлива стартовых комплексов. 
Научная группа профессора А. С. Дмитриева развила направление наноэнергетики и изучения тепловых процессов в  наноструктурах. Были подготовлены и изданы первые учебники и монографии по физике и химии наноструктур, а также по возможностям использования нанотехнологий в медицине. 
Продолжилась работа научной группы профессора А. В. Бухарова по исследованию теплофизики монодисперсных капельных потоков (для потоков частиц размером от нескольких микрон до нескольких миллиметров). Обоснованы методы получения криогенных (водородных) корпускулярных мишеней для исследований в области физики высоких энергий.
Лабораторией под руководством В. Б. Анкудинова созданы рабочие установки по производству монодисперсных капсул, на которые получен ряд патентов (в том числе патент США).

## Научные исследования

### Научные направления
- Тепло- и массообмен, гидродинамика двухфазных сред, двухфазных потоков.
- Исследования процессов кипения и конденсации криогенных жидкостей, в том числе азота, фреонов и их смесей.
- Исследование эффективности работы низкотемпературных установок с проведением эксергетического анализа.
- Термодинамический анализ работы холодильных машин и криогенных установок с использованием многокомпонентных рабочих тел.
- Исследование процессов тепломассопереноса в сверхтекучем гелии, в том числе при парообразовании в различных условиях;
- Исследование теплофизических процессов при хранении, транспортировке и использовании жидких криогенных продуктов;
- Исследование процессов переноса на межфазных поверхностях методами молекулярно-кинетической теории и молекулярно-динамического моделирования.
- Исследование систем криостабилизации сверхпроводящих систем и установок.
- Разработка технологий и методов получения и использования монодисперсных частиц.
- Анализ влияния нанопримесей на теплофизические свойства жидкостей.
- Создание криовакуумных систем различного назначения.

Научные школы и проекты кафедры НТ МЭИ поддерживаются грантами РФФИ и РНФ.

### Научные лаборатории
- Лаборатория гидродинамики и теплофизики монодисперсных потоков. Проводятся исследования гидродинамики капельного распада струй вязкой жидкости
- Лаборатория получения монодисперсных гранул. Разрабатываются методы получения монодисперсных гранул и порошков
- Лаборатория теплофизики наноструктур. Ведёт экспериментальные исследования процессов растекания, смачивания, кипения в мезо и наноструктурах, анализ морфологии функциональных поверхностей различного происхождения
- Лаборатория криофизики. Разрабатываются методы расчета и моделирования процессов переноса через межфазные поверхности и их экспериментальная проверка на гелии-II.
- Лаборатория низкотемпературной техники. Разрабатываются методы расчета термодинамических свойств смесевых хладагентов, разработка криогенных систем специального назначения на новых рабочих телах.

### Сотрудничество с российскими предприятиями
- НПО «Криогенмаш» (г. Балашиха),
- НПО «Гелиймаш» (г. Москва),
- Объединённый институт высоких температур РАН (г. Москва),
- РКК «Энергия» им. С. П. Королёва (г. Москва),
- НПО «Микрокриогенмаш» (г. Омск)
- АО «Криогенмонтаж» (г. Москва)

### Награды научных коллективов кафедры
- 1985 год. Государственная премия СССР. Удостоен научный коллектив кафедры в составе: Григорьев В.А, Аметистов Е.В. и Павлов Ю.Б. за исследования в области кипения криогенных жидкостей. [13]

- 1993 год. Государственная премия Российской Федерации. Удостоен научный коллектив кафедры в составе: Дмитриев А.С., Блаженков В.В., Городов А.К., Аметистов Е.В., Клименко А.В., а также Безруков В.И., директор инженерного центра «Электрокаплеструйная технология» Санкт-Петербургского института точной механики и оптики, за комплекс научно-технических работ по энергофизическим основам получения и применения монодисперсных систем.[14]

- 2001 год. Премия Правительства Российской Федерации в области науки и техники. Присуждена Дмитриеву Д.С. в составе коллектива учёных за разработку новой методологии, научно-техническое обеспечение и проведение комплекса теплофизических экспериментов в условиях микрогравитации на орбитальной станции «Мир» и внедрение их результатов в совершенствование энергосистем на международной космической станции и космических станциях будущих поколений.[15]

## Известные учёные кафедры НТ (КТ) МЭИ
- Бродянский В. М., д.т.н, проф.
- Григорьев В. А., д.т.н, проф., чл.-корр. АН СССР
- Лабунцов Д. А., д.т.н, проф.
- Аметистов Е. В., д.т.н, проф., чл.-корр. РАН
- Клименко А. В., д.т.н., проф., акад. РАН
- Клименко В. В., д.т.н., профессор, чл.-корр. РАН
- Боярский М. Ю., д.т.н., проф.
- Зенкевич В. Б., д.т.н., проф.
- Комов А. Т., д.т.н., проф.
- Ягов В. В., д.т.н., проф.
- Павлов Ю. М., д.т.н., проф.
- Нестеров С. Б., д.т.н., проф.
- Дмитриев А. С., д.т.н., проф.
- Крюков А. П., д.т.н., проф.
- Бухаров А. В., д.т.н, проф.
- Горбачёв С. П., д.т.н, проф.
- Блаженков В. В., д.т.н

### Зарубежные учёные
- Брайан Сполдинг (англ. Dudley Brian Spalding), профессор Имперского колледжа Лондона (Великобритания)

### Руководство кафедры
- 1975-1977 гг. – Лабунцов Д. А.
- 1977-1985 гг. – Григорьев В. А.
- 1985-2005 гг. – Аметистов Е. В.
- 2005-2017 гг. – Дмитриев А. С.
- 2017-2018 гг. – и.о. Крюков А.П.
- 2018-настоящее время – Пузина Ю. Ю., к.т.н., доцент.

### Известные выпускники и аспиранты кафедры
- Гончарова Галина Юрьевна, д.т.н, проф., академик МАХ
- Биглари Можтаба (англ. Biglari Mojtaba), Phd, профессор университета Семнан (Иран)
- Долаана Маадыр-Ооловна Ховалыг (англ. Dolaana Khovalyg), Phd, профессор EPFL (Швейцария)
- Данг Ван Лай, Phd, ректор политехнической школы (Вьетнам)
- Дубовицкий Юрий Аркадьевич (см. Белый ветер (компания))

## Учебная деятельность
С 1975 года на кафедре ведётся подготовка инженеров в сфере энергетики и физики низких температур. В 2004 году началась подготовка специалистов по новой специальности «Наноматериалы».
Направление подготовки в современной классификации: Ядерная энергетика и теплофизика.
Программы бакалавриата и магистратуры:
- «Техника и физика низких температур»
- «Нанотехнологии и наноматериалы в энергетике»

Научные специальности аспирантуры:
- 01.04.14 - Теплофизика и теоретическая теплотехника
- 05.04.03 - Машины и аппараты, процессы холодильной и криогенной техники, систем кондиционирования и жизнеобеспечения